# زالی در انسان
زالی یا آلبینیسم (به انگلیسی: Albinism)، نوعی بیماری ژنتیکی از نوع اتوزوم مغلوب است که به دلیل نقص همراه تولد یک آنزیم، تیروزین به ملانین تبدیل نمی‌شود و در پسران شایع‌تر است. عدم توان تولید رنگدانه ملانین سبب می‌شود که رنگ پوست بیمار سفید باشد. تا کنون هفت نوع زالی شناسایی شده است که در شایع‌ترین نوع آن (OCA2) بیمار پوستی روشن (به همراه اندکی ملانین)، رنگ مویی بین طلایی تا قرمز تیره، و همچنین رنگ چشمی روشن (آبی، سبز، خاکستری و …) دارد. به شخص یا جانداری که آلبینیسم دارد، زال (آلبینو) می‌گویند. در پرندگان و جانوران نیز به این حالت زالی و به آن جاندار زال گفته می‌شود.
رنگ چشم افراد دارای بیماری ژنتیکی آلبینیسم، قرمز، صورتی یا بنفش به نظر می‌رسد.

## ریشه‌شناسی
واژهٔ «زالی» از واژهٔ «زال» گرفته شده و به معنی سفیدی سفید، سفیدی بیش از حد یا سفیدی پوست است. زال در پارسی به معنای سپیدمو است. وی پسر سام و پدر رستم است. زال دارای موی سپید بود و به همین دلیل، سام از تولد وی نگران بود. از این رو، او را در پای البرز کوه که سیمرغ بر آن آشیان داشت رها کرد. سیمرغ نوزاد را یافت و به آشیانه خود برد و بزرگ کرد. از این پس، سیمرغ تا پایان زندگی یاور زال و پسرش رستم بود.
واژهٔ آلبینیسم نیز از واژهٔ لاتین albus، به معنی «سفید» گرفته شده است.

## زالی ناشی از وراثت
به دلیل ژن مغلوب و شناخته شده است که همه مهره‌داران از جمله انسان را تحت تأثیر قرار می‌دهد. برخلاف انسان، جانوران دیگر دارای رنگدانه‌های متعددی هستند و برای آنها، زالی به عنوان یک بیماری ارثی در نظر گرفته می‌شود که با نبود ملانین به ویژه در چشم‌ها، پوست، مو، پوسته‌ها، پرها یا کوتیکول مشخص می‌شود.
- در حالی که جانداری با نبود کامل ملانین، زال (Albino) نامیده می‌شود، جانداری که تنها مقدار کمتری از ملانین دارد به عنوان سفیدگرایی (لوسیتیک یا آلبینوئید) توصیف می‌شود.

## انواع زالی
- در زالی چشمی، دو نوع اصلی وجود دارد. زالی چشمی که روی چشم‌ها، پوست و مو تأثیر می‌گذارد و زالی چشمی که فقط چشم‌ها را درگیر می‌کند. بسته به اینکه کدام ژن دچار جهش شده است، انواع مختلفی از زالی چشمی وجود دارد. در برخی از آنها هیچ رنگدانه‌ای وجود ندارد. انتهای دیگر طیف زالی «نوعی از زالی به نام زالی چشمی حنایی است که معمولاً افراد تیره پوست را مبتلا می‌کند» به گفته سازمان ملی آلبینیسم و هیپوپیگمانتاسیون، "در بیماری زالی چشمی، رنگ عنبیه چشم ممکن است از آبی تا سبز یا حتی قهوه‌ای متفاوت باشد و گاهی با افزایش سن تیره می‌شود.
- از آنجایی که افراد مبتلا به زالی پوستی دارند که کاملاً بدون رنگدانه تیره ملانین است که به محافظت از پوست در برابر اشعه فرابنفش خورشید کمک می‌کند، پوست آنها می‌تواند به راحتی در اثر قرار گرفتن در معرض بیش از حد آفتاب بسوزد.
- چشم انسان به‌طور معمول رنگدانه کافی برای رنگ‌آمیزی عنبیه آبی، سبز یا قهوه‌ای و ایجاد کدورت به چشم تولید می‌کند. در عکس‌ها، افراد مبتلا به زالی به دلیل اینکه قرمزی شبکیه از طریق عنبیه قابل دیدن است، احتمالاً «قرمزی چشم» را نشان می‌دهند. نبود رنگدانه در چشم همچنین سبب مشکلات بینایی، چه مرتبط و چه غیرمرتبط با حساسیت به نور می‌شود.

## مشکلات اجتماعی در زندگی فرد
بروز زالی ممکن است پیامدهای ناخواسته و ناپسندی بر زندگی فردی، نگرانی از تولد نوزاد زال و نیز بر روابط اجتماعی شخص دچار زالی تأثیر بگذارد.
- زال
- زال و رودابه
- زالی

## نگارخانه

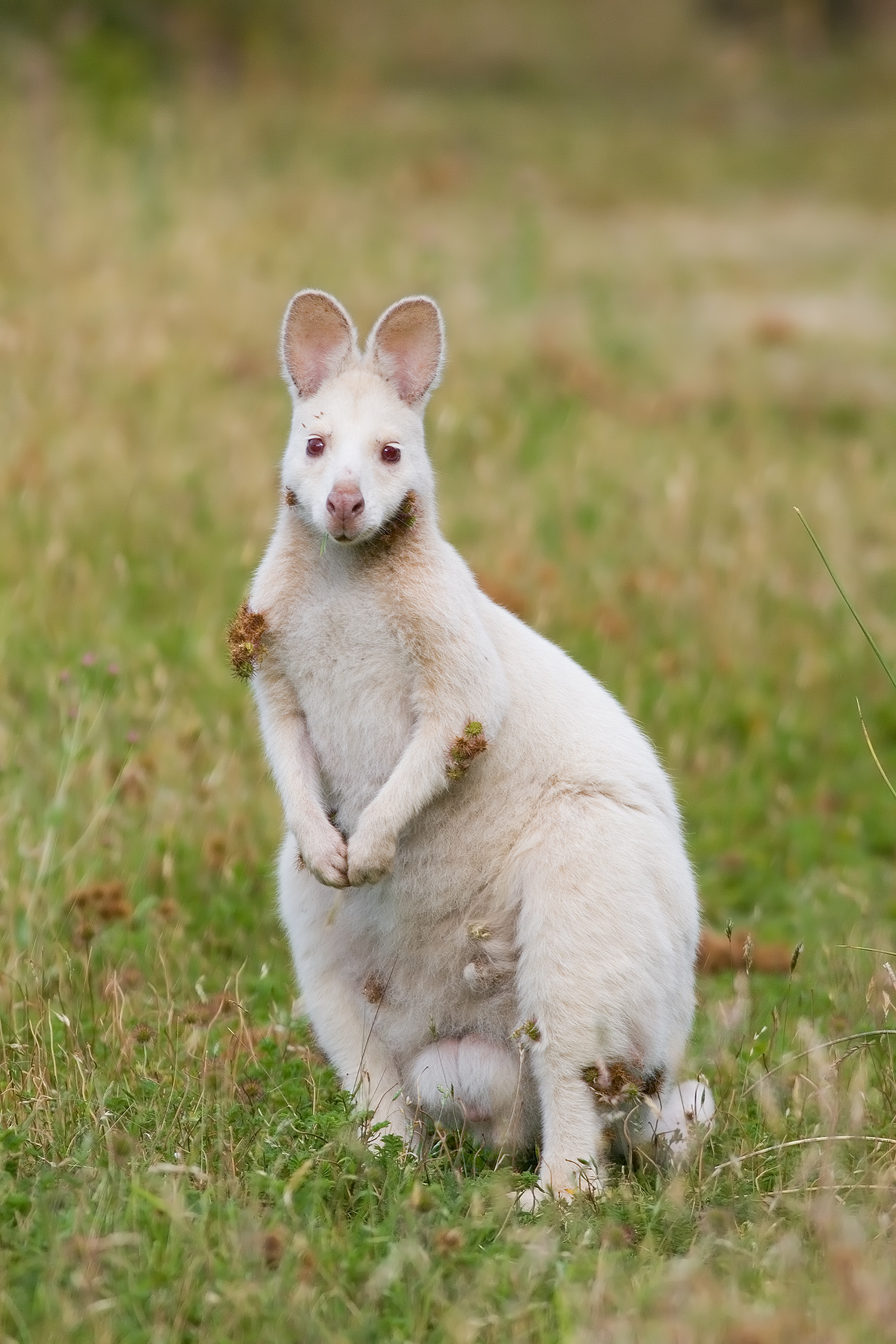
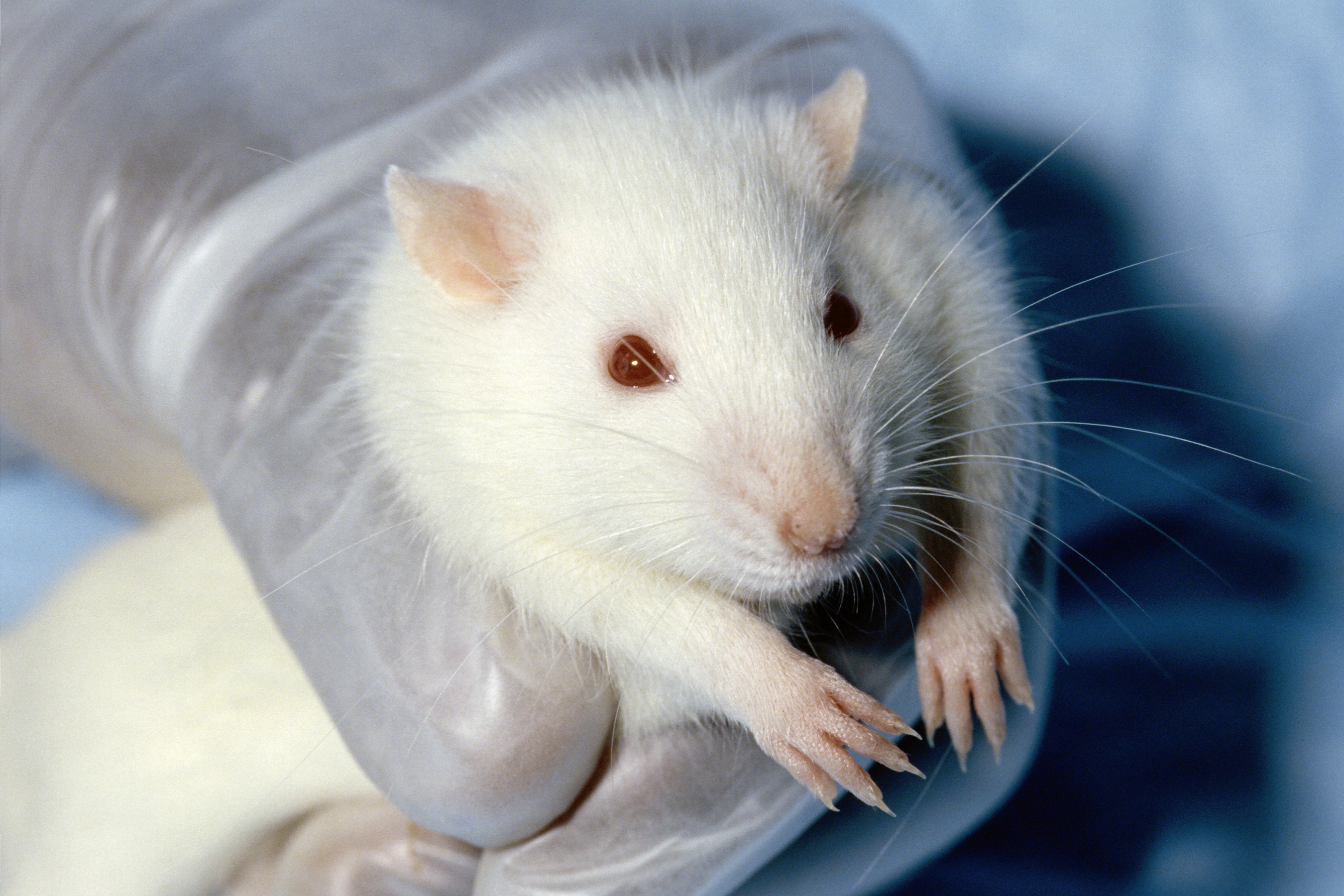
یک سوسک حمام مبتلا به زالی
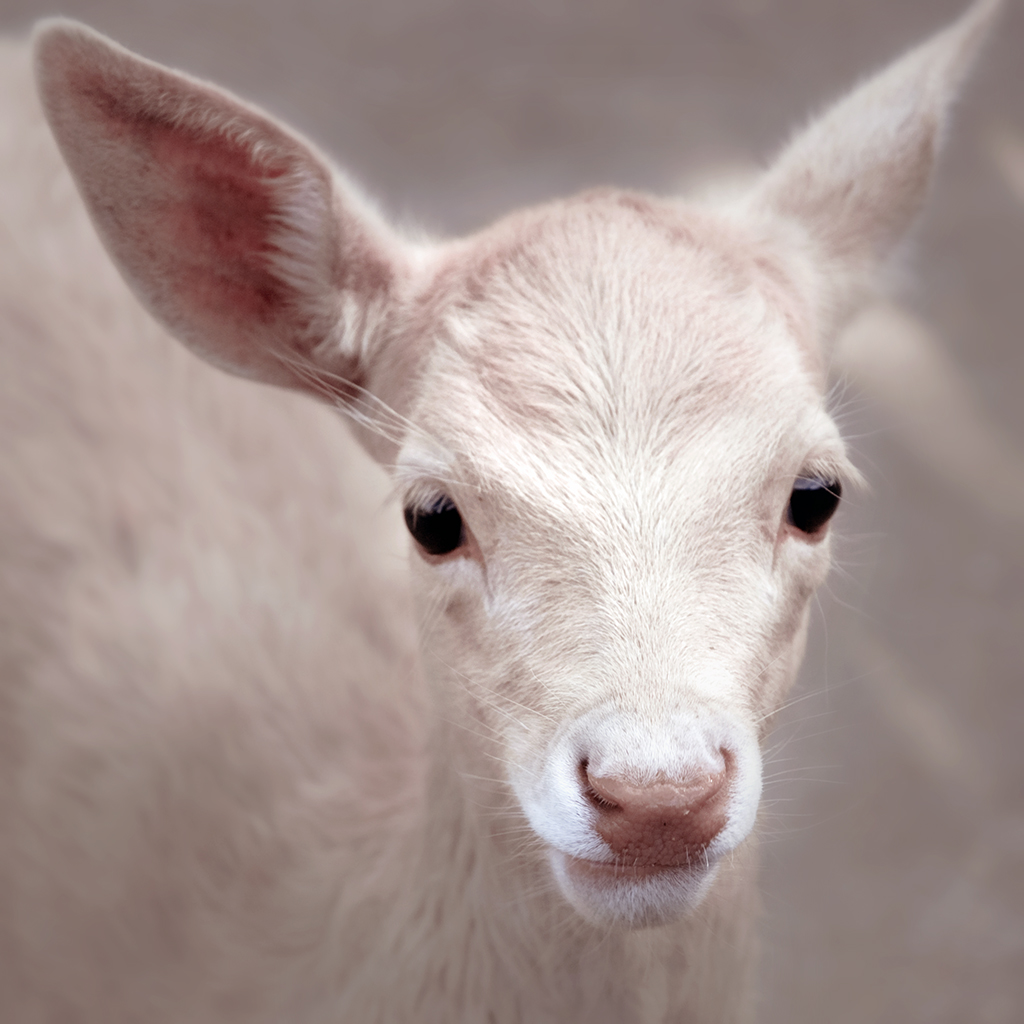
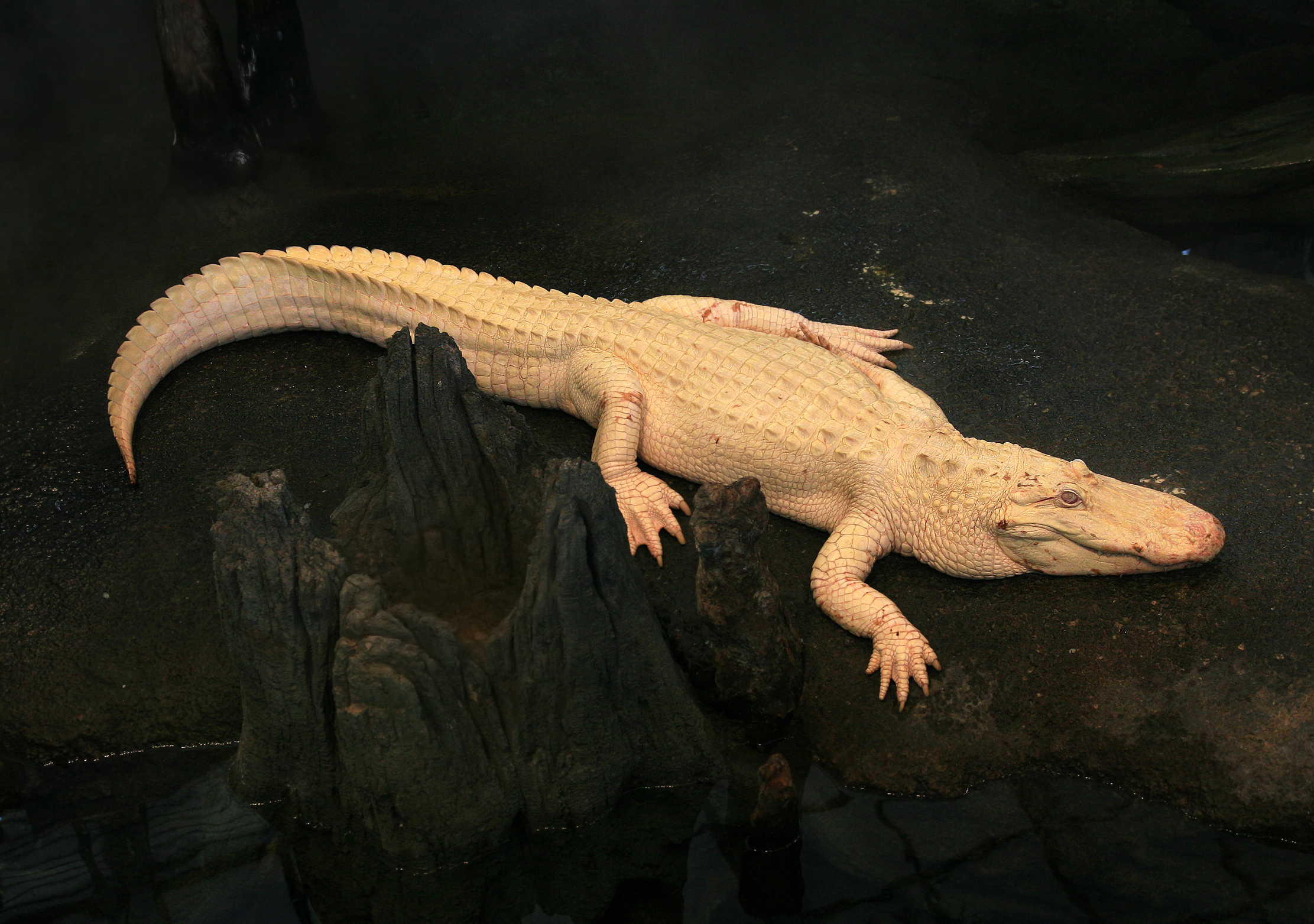
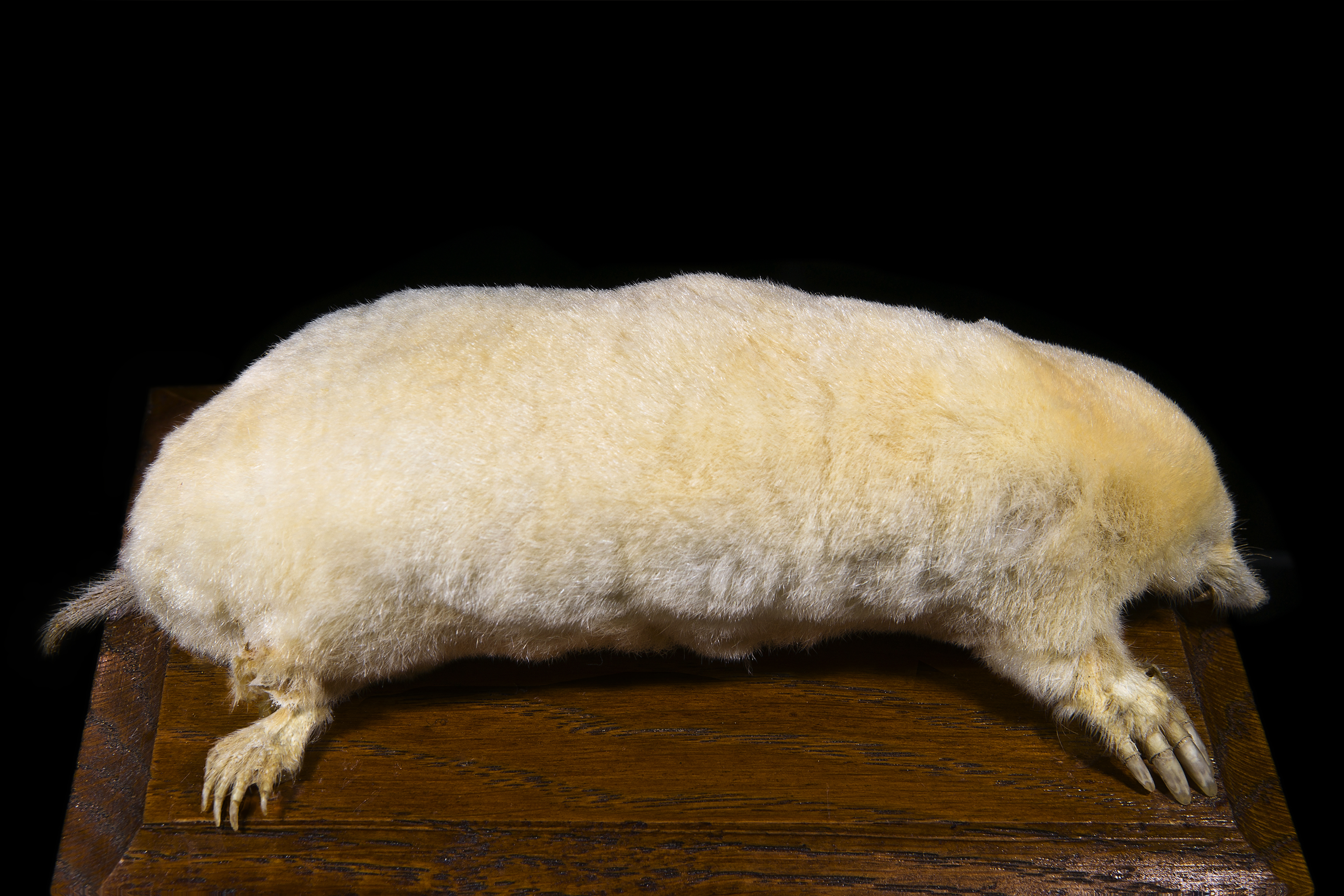
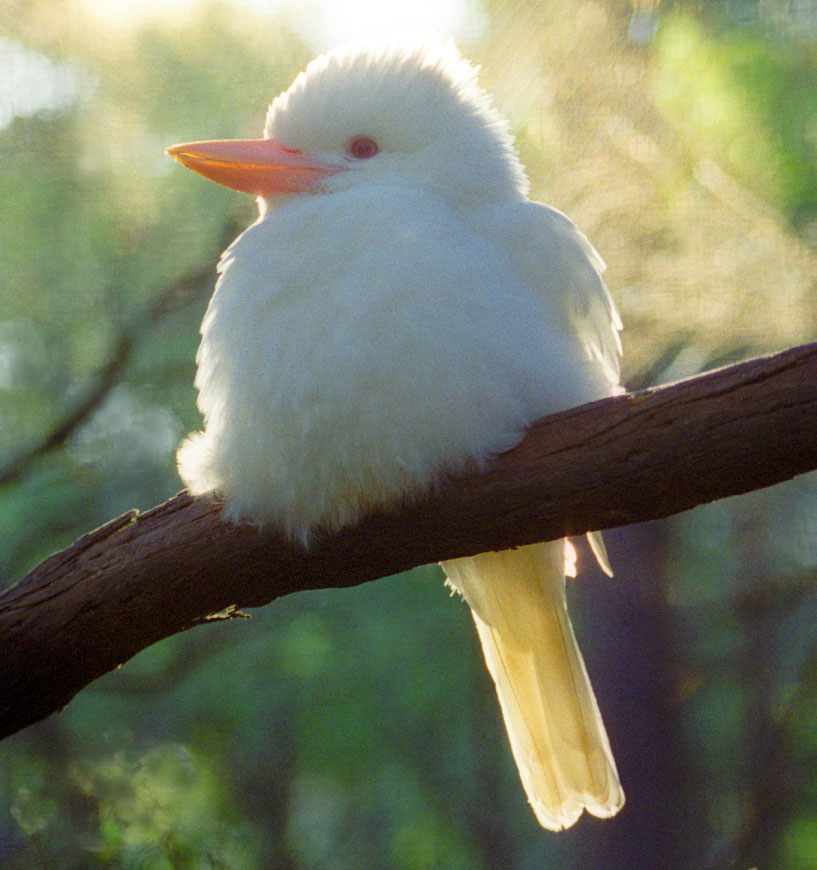
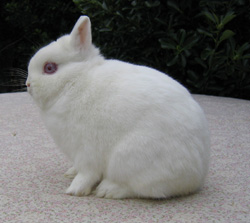
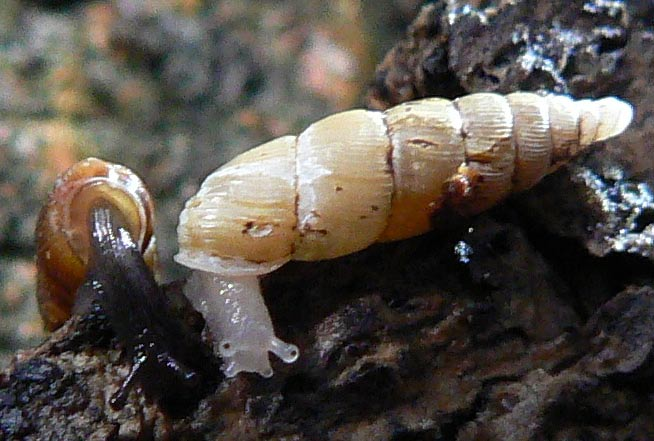
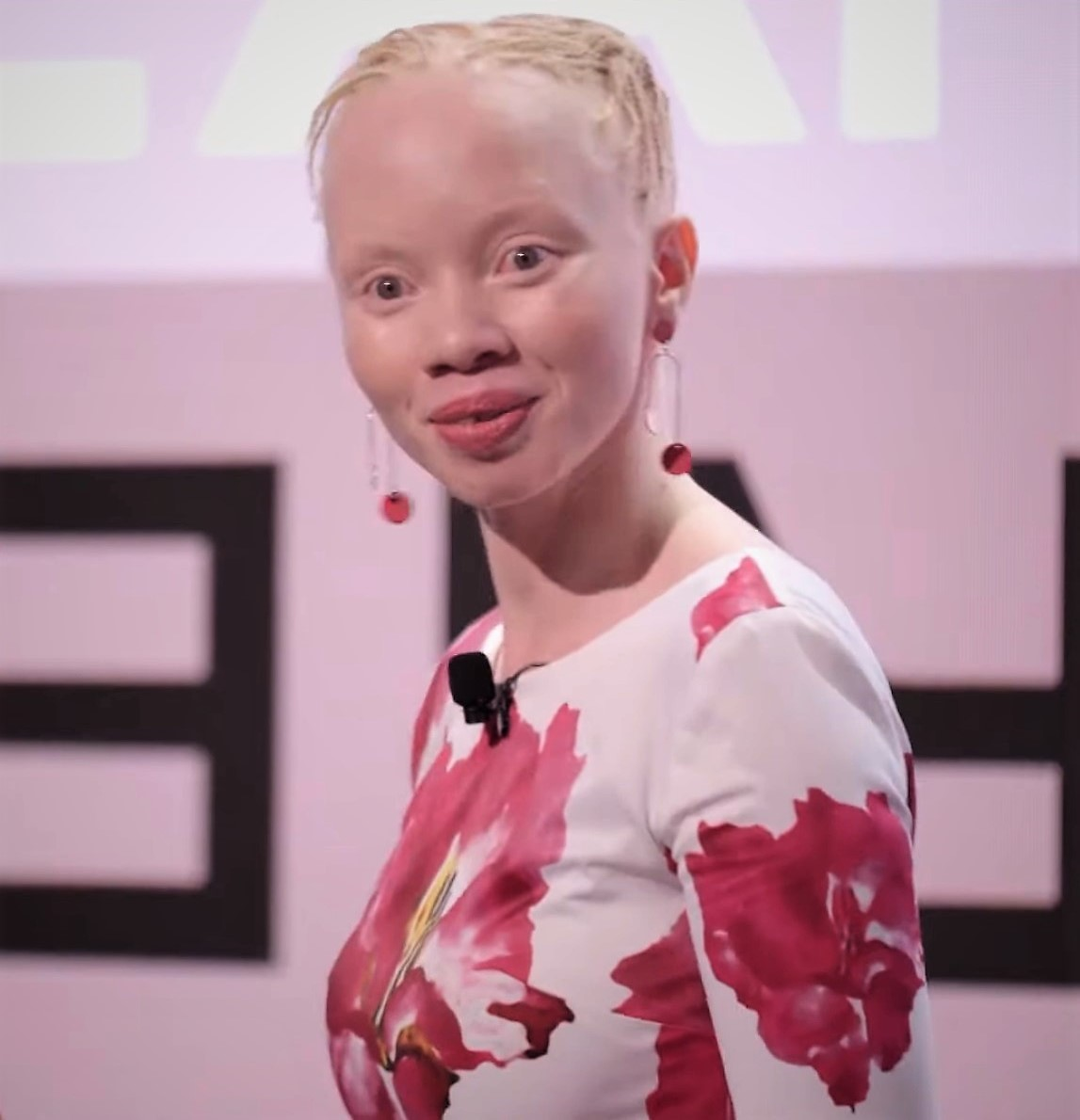
تاندو هوپا مدل آفریقایی